# Rébellion de Saaremaa
La rébellion de Saaremaa (Saaremaa mäss en estonien) est une rébellion survenue en avril 1919 contre le gouvernement provisoire estonien pendant la guerre d'indépendance de l'Estonie. Les rebelles se sont emparés de Muhu et d'une bonne partie de Saaremaa, sans parvenir toutefois à vaincre toutes les troupes restées fidèles au gouvernement estonien. La rébellion a fini par être maîtrisée par la Garde blanche et l'armée. 

## Contexte historique
Les habitants des îles occidentales de l'Estonie ont beaucoup souffert de l'occupation allemande. Les troupes allemandes empêchaient toute liaison avec le continent, ce qui entravait toute façon ordinaire de gagner sa vie, en se rendant occasionnellement sur le continent. L'occupant favorisait les propriétaires terriens, haïs de la plupart des habitants des îles. L'armée réquisitionnait les récoltes et toute autre réserve alimentaire, ce qui représentait une charge supplémentaire pour la population. Une fois l'armée allemande partie, la mobilisation forcée des conscrits, mise en place par le gouvernement estonien provisoire, a rendu la situation plus tendue encore. Il n'y avait toutefois aucune organisation communiste de poids à Saaremaa et aucun désir non plus de lutter contre les communistes. En 1918, la ligue de défense estonienne (Kaitseliit) est encore parvenue à faire régner l'ordre. Les troubles ont toutefois repris en décembre de cette même année. Alexandre Koit, ancien marin de l'armée russe, a dirigé les manifestations contre le gouvernement près de Kuressaare (Arensbourg en français) le 17 décembre 1918. Certains villageois de Kogula refusaient de céder leurs récoltes à l'armée. Les manifestants se sont ensuite dirigés vers Kuressaare, d'autres villageois se joignant à eux en chemin. La Garde blanche a toutefois dispersé la manifestation, emprisonnant 21 personnes. Par la suite, Alexandre Koit a fondé l'union socialiste des travailleurs de Saaremaa, dans le but de participer aux élections de l'assemblée constituante estonienne.

## La rébellion

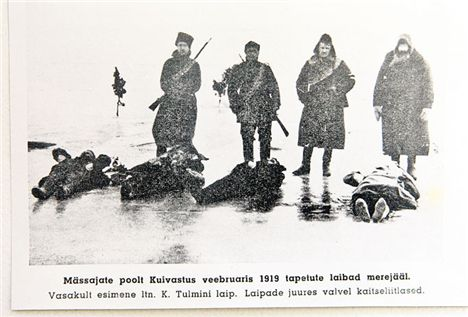
Soldats estoniens exécutés par les rebelles sur l'île de Muhu. À l'arrière-plan, des soldats de la Garde blanche surveillant des corps.

La rébellion proprement dite commence le 16 février 1919 dans le village de Kuivastu, sur l'île de Muhu. Deux cent trente-sept conscrits sont rassemblés dans le village. Les villageois tiennent des réunions secrètes entre eux, au cours desquelles ils refusent ces réquisitions de l'armée. Les débats deviennent houleux et le lieutenant ayant dirigé l'appel sous les drapeaux est tué par balles. Le lendemain, un lieutenant ayant dirigé la Garde blanche est abattu à son tour. Les barons de Buxhövden perdent également la vie. Ivan Vokk, un ancien forçat, prend la tête des rebelles. De Muhu la rébellion s'étend à Orissaari, à Saaremaa. La Garde blanche de Kuressaare se rend sur place pour voir quelle est la situation, mais elle fait marche arrière, s'étant heurtée aux troupes rebelles. Les rebelles se regroupent ensuite dans le village d'Upa, près de Kuressaare et désignent comme chef Ivan Vokk, originaire de Muhu. Alexandre Koit et le syndicat socialiste de Saaremaa rédigent le manifeste des rebelles, ainsi que l'appel à la mobilisation. Tous les hommes de 18 à 45 ans sont mobilisés, 1 000 hommes se présentent sous les drapeaux. À Saaremaa, les troupes détruisent des manoirs et tuent une vingtaine de personnes, qui étaient, pour l'essentiel des Germano-Baltes appartenant aux classes supérieures.

## Les conséquences

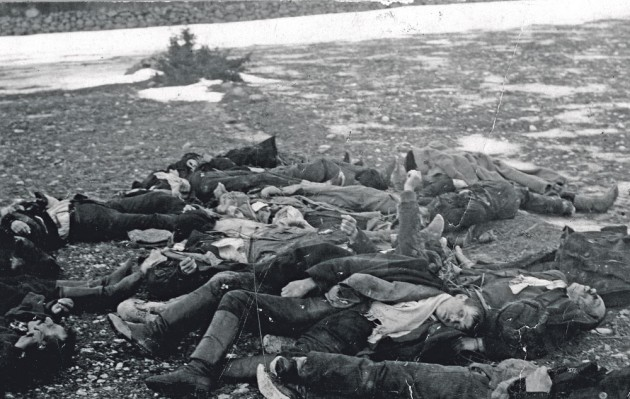
Rebelles abattus dans le village de Upa, février 1919.

Après la rébellion, 163 rebelles ont perdu la vie. Ils ont tué 22 civils. Parmi les troupes fidèles au gouvernement estonien, il y a eu un mort et un blessé. La population locale a été désarmée le plus rapidement possible. Cela a toutefois échoué, car le 7 mars encore, des appels à rendre les armes ont été lancés. Après cette date, quiconque cachait des armes risquait la peine de mort. Une commission d'enquête a été créée à Saaremaa, composée du procureur, d'officiers et de fonctionnaires du ministère de l'intérieur. La cour martiale a prononcé 33 peines de mort. Les condamnés ont été fusillés le 6 mars 1919 sur la place du marché de Kuressaare. Soixante-dix-huit personnes ont été condamnées à 15 à 20 ans de travaux forcés. En outre, 90 personnes environ ont été condamnées à 15 à 20 coups de verge. Quelques rebelles ont été abattus alors qu'ils tentaient de s'évader pendant leur transfert devant la cour martiale à Kuressaare. Lors de la mobilisation de 1919 à Saaremaa, les citoyens ont été éparpillés dans différentes unités, les autorités au pouvoir ne leur faisant pas confiance.